# راتنا پاتک
راتنا پاتک (انگلیسی: Ratna Pathak؛ زادهٔ ۱۸ مارس ۱۹۶۳) هنرپیشه اهل هند است.
از فیلم‌ها یا برنامه‌های تلویزیونی که وی در آن نقش داشته است، می‌توان به ادویه تند، یکی من و یکی تو، چی می‌شد اگه، بازار، عشق در هر فوت مربع، ما دوتا، دوتامون، سیلی، حمله: قسمت ۱، جایشبهای جوردار، هم‌کلاسی جدید، قتل بی‌نقص، کوچ اکسپرس و دهک دهک اشاره کرد.